# Å (латиница)
Å, å (А с кружком) — буква расширенной латиницы, употребляемая в норвежском, шведском, датском, фарерском, финском (только при написании шведских, датских и норвежских имён собственных), севернофризском, валлонском, чаморро и истрорумынском алфавитах, иногда при написании текстов на южно-немецких диалектах, а также в алфавитах луле-саамского, колтта-саамского и южносаамского языков.
Диакритический знак кружок над буквой происходит от второй буквы а, которая писалась сверху в сдвоенном аа: aͣ.

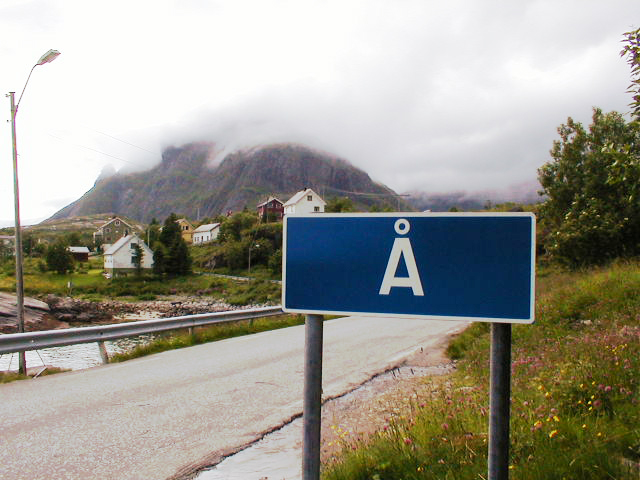
Дорожный знак с названием населённого пункта на Лофотенских островах в Норвегии

## Использование
В скандинавских языках буква имеет короткое и долгое произношение. Короткое произношение — [ɔ]. Долгое произношение в шведском и норвежском языках — [oː], в датском языке — [ɔː]. Исторически произносилась как [aː]. При этом в датском и норвежском языках буква употребляется совместно с aa.
В истрорумынском языке буква читается как [ɔ].
В ряде финно-угорских языков буква имеет схожее произношение, в финском обозначает звук /oː/ и используется лишь при написании шведских имён собственных.
Å — буквенный символ ангстрема — единицы измерения длины.
Å — один из официальных инициалов рок-группы «Аквариум».